# Timothy Bresnahan
Timothy Francisc Bresnahan (* 4. Januar 1953) ist ein US-amerikanischer Wirtschaftswissenschaftler und Hochschullehrer.

## Werdegang, Forschung und Lehre
Bresnahan studierte Wirtschaftswissenschaft und Deutsche Sprache am Haverford College, an dem er 1975 mit einem Bachelor of Arts graduierte. Anschließend setzte er sein Studium an der Princeton University fort. Dort schloss er 1978 zunächst als Master of Arts ab, 1980 graduierte er als Ph.D. mit einer von Richard E. Quandt betreuten Arbeit unter dem Titel Three Essays on the American Automobile Oligopoly. Bereits ab 1979 gehörte er als Assistant Professor zum akademischen Personal der Stanford University. 1986 stieg er an der Hochschule zum Associate Professor auf, während er anfangs zudem an der Harvard University visitierte. 1991 wurde er an der Hochschule zum ordentlichen Professor berufen, 2002 übernahm er den Landau-Lehrstuhl für Technologie und Wirtschaft. Zwischen 2004 und 2008 leitete er die wirtschaftswissenschaftliche Fakultät der Universität.
Die Arbeitsschwerpunkte Bresnahans liegen insbesondere im Bereich der Auswirkung von Technologie auf Wirtschaftswachstum und das wirtschaftliche Handeln. Dabei setzt er sich unter anderem mit Computing in Plattformökonomien und der Auswirkung von Automatisierung vor allem im Bereich der Industrieökonomik, aber auch mit Fragen der Innovationsökonomik auseinander.
Bresnahan gehörte zwischen 1984 und 1998 zu den Mitherausgebern des The RAND Journal of Economics, seit 2009 ist er in gleicher Funktion beim Annual Review of Economics tätig. Als Associate Editor wirkte er zudem beim The American Economic Review (1984–1994), Quarterly Journal of Economics (1986–1990) und dem The Journal of Industrial Economics (1992–1997).
Seit 1990 ist Bresnahan Fellow der Econometric Society, zudem ist er seit 1999 Mitglied der American Academy of Arts and Sciences. Bereits seit 1985 forscht er als Research Associate am National Bureau of Economic Research. Als Mitglied der American Economic Association gehörte er 1996 und 1997 zum Programmkomitee des jährlichen Treffens der Organisation.
Gemeinsam mit Ariel Pakes und Robert H. Porter erhielt Bresnahan den BBVA Foundation Frontiers of Knowledge Awards für das Jahr 2017.